# Clinton A. J. Duffy
Clinton A. J. Duffy (ca. 1966) es un científico marino de Nueva Zelanda, que trabaja en la Unidad de Conservación Marina del Departamento de Conservación de Nueva Zelanda.
Duffy es un experto en tiburones, cuyo trabajo incluye la taxonomía y el estado de conservación de los peces de aguas profundas de Nueva Zelanda, adjuntando dispositivos de rastreo de vida silvestre GPS a los tiburones blancos. También ha estudiado a los tiburones peregrinos Cetorhinus maximus.
Realizó la disección pública de un gran tiburón blanco en el Museo de Auckland en 2009. Duffy obtuvo una licenciatura y una maestría en la Universidad de Canterbury.